# Битва під Нападівкою

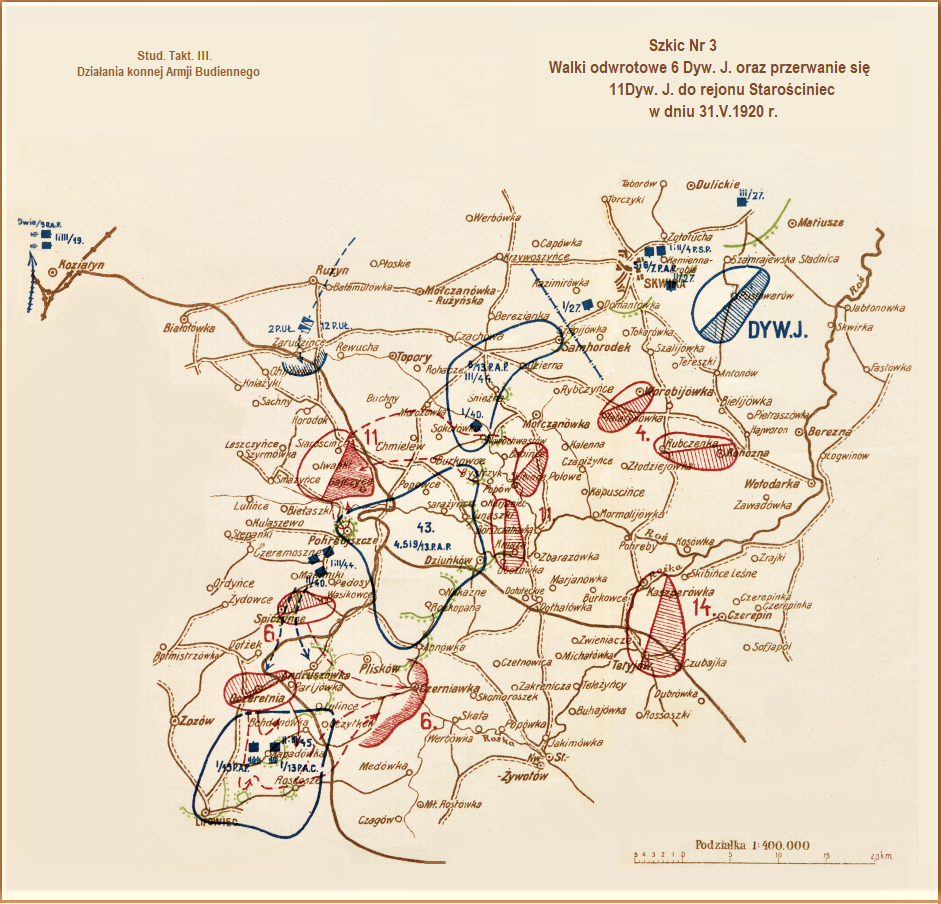
Мечислав Бернацький Дії кінної армії Будення в польсько-російській кампанії 1920 р.

Битва під Нападівкою — бої польського 45-го полку піхоти підполк. Міхала Баєра проти радянської 6-ї кавалерійської дивізії під час Київської операції Польсько-радянської війни.

## Генеза
25 квітня розпочався польський наступ на Україну. Наступальна операція польських військ, проведена в два етапи, завершилася вражаючим успіхом. 7 травня практично без бою був захоплений Київ, і одразу після його захоплення командування 3-ї армії створило на східному березі Дніпра розгалужений передовий плацдарм. Окупація Києва та створення плацдарму завершили польський наступ на Україну.
Після завершення наступу більшість польських частин, що брали участь у ньому, організували оборону, зайнявши найважливіші комунікаційні вузли та окремі міста. Фронт стабілізувався на лінії від Прип'яті, вздовж Дніпра, через Білу Церкву, Сквиру, Липовець, Брацлав, Вапнярку до Яруги на Дністрі. 3-я армія займала ділянку від Прип'яті до Сквири, а фронт 6-ї армії проходив від Сквири до Дністра.
26 травня 1-ша кінна армія Семена Будьонного атакувала польські оборонні рубежі. 13-та піхотна дивізія 6-ї армії була атакована, коли її частини частково рухалися, намагаючись покращити позиції та зайняти більш зручні позиції на річках Рось та Роська.

## Бойові підрозділи
| Одиниця                            | Командир                   | Підпорядкування       |
| Військо Польське                   |                            |                       |
| командування 13-ї піхотної дивізії | полковник Францішек Паулік | 6-а армія             |
| ⇒ 45-й піхотний полк               | Підполковник Міхал Баєр    | 13-та піхотна дивізія |
| ⇒ 50-й піхотний полк               | Майор Зигмунт Полак        | 13-та піхотна дивізія |
| Червона армія                      |                            |                       |
| командування 1-ї Кінної армії      | Семен Будьонний            | Південний фронт Захід |
| ⇒ 6 кавалерійська дивізія          | Йосип Апанасенко           | 1-ша кінна армія      |

## Бої під Нападівкою
У третій декаді травня 45-й піхотний полк підполк. Міхалf Баєрf створив чотири «вузли оборони»: біля села Скитки, на південь від села Росоша, на схід від Нападівки та в Ліповці. На правому крилі полк взаємодіяв з частинами 18-ї піхотної дивізії, дислокованої в Гордийівці, а на лівому крилі свої точки опору розгорнув 50-й піхотний полк. Команда полку знаходилась у Липовцях. 30 травня радянська кавалерія була помічена на лівому крилі полку, але ще в зоні відповідальності сусіднього 50-го піхотного полку. Командир 45-го піхотного полку підполковник Баєр вирішив направити свій 2-й батальйон, підсилений 2-ю батареєю 13-го полку польової артилерії, до Очеретні з завданням опанувати місто та захистити його крило. Тим часом 50-й піхотний полк уже був розгромлений напередодні під Ново-Животовим і Медівкою, і на польському фронті утворилася сімнадцятикілометрова прогалина, до якої увійшли частини 6-ї кавалерійської дивізії з армії Семена Будьонного.
Проте під Погребищем совєти зустріли сильний опір з боку групи підполковника Арнольда Шилінга; вони прямували до Нападівки та Липовця. Командування 45-го піхотного полку, не знаючи загальної обстановки, здійснило свій план наступу. Вранці 31 травня посилений артилерією 2-го батальйону кап. Вінцентій Русецький, вирушили з Нападувки до Очеретні. Пройшовши кілька сотень метрів, помітили радянські колони. Батарея, що супроводжувала батальйон, негайно зайняла позиції на виїзді з дороги з Нападівки на Очеретню і відкрила вогонь, а піхота рушила на тирарах в атаку. Радянська кіннота також йшла в атаку, але її першу атаку було зупинено вогнем артилерії та кулеметів. Під час другої атаки червоноармійців супроводжували тачанки та бронемашина, невідомі бійцям 45-го піхотного полку. Завдяки ефективності польської артилерії цю атаку також було відбито, а бронемашину захопили польські вояки. Одночасно колона радянської кінноти, що йшла берегом Ульянівки, обійшла ліве крило 2-го батальйону й увійшла в Нападівку. Резервна рота батальйону контратакувала і в рукопашному бою вибила противника з міста. Компанію підтримували таборити і полкові штабні канцеляристи.
У той час III/45-й полк піхоти був атакований у Липовцях кількома ескадронами 6-го ДК, підсиленими бронеавтомобілем. Совітська кавалерія першими силами увійшла до Липовця, але в бою на населених пунктах зазнала значних втрат і була змушена відступити, залишивши два великокаліберних кулемети. Бійці 3-ї роти ОГ атакували та захопили бронемашину. Совітська кавалерія відновила атаку в пішому порядку і знову була відкинута. 3-й батальйон 45-го піхотного полку також вів бої з підрозділом радянської 6-ї піхотної дивізії. На цьому напрямку Червона армія отримала підтримку у вигляді трьох бронепоїздів, а польської артилерії на цьому ділянці не було. Незважаючи на це, III/45 полк піхоти успішно відбив повторні атаки.
Бої на всій ділянці оборони 45-го піхотного полку тривали до вечірніх годин. Близько 18:00 частини 6-ї кавалерійської дивізії почали відступ.

## Баланс боїв
Переможна битва під Нападівкою дозволила ліквідувати прогалину, що залишилася на польському фронті після розгрому 50-го полку піхоти . Кавалерії Семена Будьонного довелося шукати ще одне слабке місце в польському угрупованні. Перемога полку призвела до втрат близько 100 убитими і пораненими, радянські втрати оцінювалися в кілька сотень осіб. Два пошкоджені броньовики потрапили до рук поляків.На прапорі польського 45-го прикордонного стрілецького полку піхоти було розміщено назву «Нападівка» та дату «31 травня 1920 року». З цього бою полк використав гасло: «45-й полк не розгромити у відкритому бою».